# اشکال سوسیالیسم
اشکال سوسیالیسم یا مشخصات سوسیالیسم (به انگلیسی: Types of socialism) شامل طیفی از نظام‌های اقتصادی و اجتماعی است که با مالکیت اجتماعی و کنترل دموکراتیک ابزارهای تولید و خودمدیریتی سازمانی شرکت‌ها و همچنین تئوری‌ها و جنبش‌های سیاسی مرتبط با سوسیالیسم مشخص می‌شوند. مالکیت اجتماعی ممکن است به اشکال مالکیت عمومی، جمعی یا مشارکتی یا به مالکیت اجتماعی بر سهام اشاره داشته باشد که در آن ارزش اضافی به طبقه کارگر و در نتیجه کل جامعه می‌رسد. سوسیالیسم انواع مختلفی دارد و هیچ تعریف واحدی همه آن‌ها را در بر نمی‌گیرد اما مالکیت اجتماعی عنصر مشترکی است که در اشکال مختلف آن وجود دارد. سوسیالیست‌ها در مورد میزان ضرورت کنترل اجتماعی یا تنظیم اقتصاد اختلاف نظر دارند. اختلاف نظر مورد این که جامعه تا چه حد باید مداخله کند و اینکه آیا دولت به‌ویژه دولت موجود وسیله‌ای مناسب برای تغییر است یا نیست.
به‌عنوان یک اصطلاح، سوسیالیسم طیف وسیعی از نظام‌های اقتصادی–اجتماعی نظری و تاریخی را نشان می‌دهد و همچنین توسط بسیاری از جنبش‌های سیاسی در طول تاریخ برای توصیف خود و اهدافشان مورد استفاده قرار گرفته‌است که باعث ایجاد انواع مختلفی از سوسیالیسم می‌شود. نظام‌های اقتصادی سوسیالیستی را می‌توان بیشتر به دو شکل بازاری و غیر بازاری تقسیم کرد. سوسیالیسم نوع اول از بازارها برای تخصیص نهاده‌ها و کالاهای سرمایه‌ای بین واحدهای اقتصادی بهره می‌برد. نوع دوم سوسیالیسم، مشتمل بر برنامه‌ریزی است و شامل یک سیستم حسابداری مبتنی بر محاسبه نوع برای ارزش‌گذاری منابع و کالاها است که در آن تولید به‌طور مستقیم برای استفاده انجام می‌شود.
جنبش‌های سیاسی متعددی مانند آنارشیسم، کمونیسم، جنبش کارگری، مارکسیسم، سوسیال دموکراسی و سندیکالیسم وجود داشته‌اند که اعضای آن‌ها تحت تعاریفی از این اصطلاح—برخی از این تفاسیر متقابل هستند و همه آن‌ها بحث‌هایی را در مورد معنای واقعی سوسیالیسم ایجاد کرده‌اند—خود را سوسیالیست می‌خواندند. سوسیالیست‌هایی که خود را متفاوت توصیف می‌کنند، از سوسیالیسم برای اشاره به چیزهای مختلفی مانند یک سیستم اقتصادی، یک نوع جامعه، یک دیدگاه فلسفی، یک سوسیالیسم اخلاقی در قالب مجموعه‌ای از ارزش‌ها و آرمان‌های اخلاقی یا نوع خاصی از شخصیت انسانی استفاده کرده‌اند. برخی از تعاریف سوسیالیسم بسیار مبهم هستند در حالی که برخی دیگر به قدری خاص هستند که فقط شامل اقلیت کوچکی مانند شیوه تولید، سوسیالیسم دولتی یا لغو کار مزدی بودند که در گذشته به‌عنوان سوسیالیسم توصیف شده‌اند.

## برای مطالعهٔ بیشتر
- کول، جیدی (۱۹۶۵). تاریخ اندیشه سوسیالیستی، در 7 جلد. انتشارات سینت مارتین. شابک ۱-۴۰۳۹-۰۲۶۴-X.
- فرید، آلبرت؛ سندرز، رونالد (۱۹۶۴). اندیشه سوسیالیستی: تاریخ مستند. انتشارات لنگر دایل، نیویورک.
- هرینگتون، مایکل (۱۹۷۲). سوسیالیسم. کتب بانتام، نیویورک.
- واینشتین، جیمز (۲۰۰۳). انحراف طولانی: تاریخ و آینده چپ آمریکا. مطبوعات وست‌ویو. شابک ۰-۸۱۳۳-۴۱۰۴-۳.
- هرمان هپه، هانس (۱۹۸۹). نظریه سوسیالیسم و سرمایه‌داری. ناشران آکادمیک کلوور. شابک ۰-۸۹۸۳۸-۲۷۹-۳.
- برنبام، نورمن. پس از پیشرفت: اصلاحات اجتماعی آمریکا و سوسیالیسم اروپایی در قرن بیستم. انتشارات دانشگاه آکسفورد.